# Un héros (film, 2021)
Pour les articles homonymes, voir Héros (homonymie).
Pour plus de détails, voir Fiche technique et Distribution.
Un héros (قهرمان, Ghahreman) est un film franco-iranien réalisé par Asghar Farhadi et sorti en 2021.

## Synopsis
Rahim (Amir Jadidi) est calligraphe et peintre, divorcé. Il a été emprisonné pour ne pas avoir payé ses dettes à Bahram (Mohsen Tanabandeh), son créancier et ex-beau-frère. Rahim a un fils qui bégaie, Siavash. Il a une relation amoureuse avec son orthophoniste, Farkhondeh (Sahar Goldoust). Celle-ci révèle à Rahim, sorti pour une permission, qu'elle a trouvé un sac contenant plusieurs pièces d'or et qu'elle peut, en les vendant, lui permettre de payer ses dettes à Bahram. Mais la somme n'est pas suffisante pour rembourser Bahram, qui réclame tout son argent, destiné à la dot de sa fille. Rahim souhaite alors rendre le sac à sa propriétaire et appose des affichettes pour la trouver. La propriétaire se présente alors, et la sœur de Rahim lui rend le sac. Rahim déclare que c'est lui qui a trouvé le sac.
Cette action lui vaut l'intérêt de la télévision et des réseaux sociaux, pour lesquels il devient un héros. Une collecte est organisée par une association caritative pour que Rahim puisse rembourser sa dette, mais elle ne suffit pas à en couvrir le montant.
Bahram accepte néanmoins la libération de Rahim, même s'il ne croit guère à la réalité de son acte héroïque. Alors que Rahim se présente à un entretien d'embauche, il apprend que des rumeurs courent sur son compte, et le recruteur lui demande de retrouver la femme propriétaire du sac pour qu'elle vienne confirmer les faits. Malgré toutes ses recherches, il n'y parvient pas. Il finit par demander à Farkondeh de se faire passer pour la propriétaire du sac.
Mais le recruteur lui montre un message qu'il a envoyé à Bahram plusieurs jours avant le jour où il a déclaré avoir trouvé le sac, et met encore en doute sa version. Pensant que c'est Bahram qui a transmis le message au recruteur, Rahim va le voir à son magasin, ils se disputent, et Rahim attaque Bahram physiquement. La fille de Bahram, Nazanin, filme la scène, et d'autres commerçants maîtrisent Rahim.
Nazanin menace de rendre la vidéo publique. L'association caritative craint que cette affaire ne ruine sa réputation et décide d'utiliser les fonds récoltés plutôt pour sauver un condamné à mort de l'exécution.
La vidéo de Nazanin est rendue publique, et la famille de Farkondeh ne veut plus qu'elle voie Rahim. Farkondeh et Siavash accompagnent Rahim à la prison où il devra accomplir le reste de sa peine.

## Fiche technique
Sauf indication contraire, les informations mentionnées dans cette section peuvent être confirmées par la base de données cinématographiques IMDb,  présente dans la section « Liens externes ».
- Titre original : قهرمان, Ghahreman
- Titre français : Un héros
- Réalisation et scénario : Asghar Farhadi
- Décors : Mehdi Moosavi
- Costumes : Negar Nemati
- Photographie : Ali Ghazi
- Son : Mohammed Reza Delpak
- Montage : Abolfazl Ebrahimi et Hayedeh Safiyari (en)
- Production : Alexandre Mallet-Guy, Asghar Farhadi
- Société de production : Memento Films Production, Asghar Farhadi productions
- Société de distribution : Memento distribution (France)
- Pays de production :  Iran,  France
- Format : couleur — 2,39:1 — son 5.1
- Genre : thriller, drame
- Durée : 128 minutes
- Dates de sortie :
  - France : 13 juillet 2021 (Festival de Cannes 2021), 15 décembre 2021 (sortie nationale)
  - Belgique, Suisse romande : 22 décembre 2021

## Distribution
- Amir Jadidi (VF : Jochen Hagele) : Rahim Soltani
- Mohsen Tanabandeh (VF : Gabriel Le Doze) : Bahram, le créancier
- Sarina Farhadi (VF : Charlotte D'Ardalhon) : Nazanin, la fille de Bahram
- Sahar Goldoost (VF : Sandra Valentin) : Farkhondeh, la compagne de Rahim
- Maryam Shahdarie (VF : Annie Milon) : Malileh, la soeur de Rahim
- Alireza Jahandideh (VF : Thierry Kazazian) : Hossein, le beau-frère de Rahim
- Saleh Karimaei (VF : Enzo Ratsito) : Siavash Soltani, le fils bègue de Rahim
- Fereshteh Sadre Orafaiy (VF : Annie Le Youdec) : madame Radmehr
- Farrokh Nourbakht : Salehi
- Ehsan Goodarzi (VF : Gilduin Tissier) : Nadeali
- Mohammad Aghebati (VF : Sylvain Agaësse) : Salehpoor
- Ali Ranjbari (sous le nom d'Ali Hasannejad Ranjbar) (VF : Régis Lang) : le chauffeur de taxi
- Ashkan Farhadi (VF : Charles Uguen) : Mazrooei

## Production
Alexandre Mallet-Guy de Memento Films Production produit le film.

## Sortie
En France, le site Allociné recense une moyenne des critiques presse de 4/5. Si Théo Ribeton, dans Les Inrockuptibles, déplore « un ton légèrement trop compassé », la plupart des critiques de presse apprécie le film. Olivier De Bruyn, dans Les Échos, salue « un film captivant », l'« intelligence redoutable de son scénario et la précision de sa mise en scène ». Yannick Vely, dans Paris Match, considère que ce film, profondément ancré dans la société iranienne est une « œuvre à la portée universelle ». Céline Rouden, dans La Croix, a vu « un film aussi puissant qu'implacable » à la « mécanique magistrale ». Pour Jacky Bornet, sur France Info, le talent de conteur du réalisateur permet de détourner la censure du régime iranien et de critiquer l'administration et les médias de ce pays.

## Accusation de plagiat
Une ancienne étudiante d'Asghar Farhadi à l'université de Téhéran, Azadeh Masihzadeh, l'a accusé d'avoir réalisé son film en plagiant un documentaire intitulé All Winners, All Losers (2019), qu'elle a réalisé à partir d'un fait-divers qu'elle avait découvert en 2014 à Chiraz. Elle le poursuit en justice pour avoir diffamé la personne sur laquelle porte son documentaire. Farhadi dément ses accusations et porte plainte à son tour contre elle pour diffamation. En cas de condamnation, l'ancienne étudiante encourt jusqu'à deux ans de prison et soixante-quatorze coups de fouet.
Masihzadeh affirme que Farhadi lui a fait signer en août 2019 un document stipulant que l'idée du documentaire appartenait à Farhadi, avant de découvrir à la sortie du film Un héros de nombreuses similarités avec son documentaire. Un juge rejette les plaintes des deux personnes, mais inculpe Farhadi pour le plagiat, tout en déniant un droit à recettes de Mme Masihzadeh sur l’exploitation du film. Selon Le Monde, « l’affaire, vue dans ses détails, se révèle parsemée de zones grises qui fragilisent la logique implacable du droit d’auteur telle que la décrit le cinéaste ». Le prisonnier sur lequel se fonde le documentaire de Masihzadeh lui avait demandé de ne pas parler du handicap verbal de son frère, et dans le film de Farhadi le fils du personnage principal souffre d'un trouble de la parole, ce que le prisonnier voit comme un jeu du réalisateur avec sa dignité.
En mars 2024, sept experts désignés par la justice iranienne, trois professeurs à l'université de Téhéran et quatre experts officiels des arts, ont « unanimement rejeté toutes les prétentions de la plaignante » et statué en faveur de Farhadi.

## Distinctions

### Récompenses
- Festival de Cannes 2021 : 
  - Grand prix (ex æquo[13] avec Compartiment n°6 de Juho Kuosmanen)
  - Prix François-Chalais

### Sélection
- Festival du cinéma américain de Deauville 2021 : hors-compétition

### Nomination
- Golden Globes 2022 : meilleur film en langue étrangère